# Bloody Mary (folktro)
För andra betydelser, se Bloody Mary.

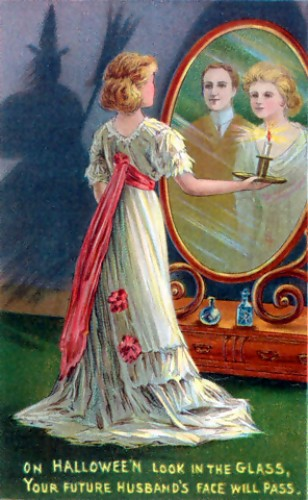
Ett Halloweenhälsningskort från tidigt 1900-tal skildrar en spådomsritual där en kvinna stirrar in i en spegel i en mörkt rum för att få en glimt av sin blivande mans ansikte. Skuggan av en häxa syns på väggen till vänster.

Bloody Mary är en legend om ett spöke, vålnad eller ande som har framkallats för att avslöja framtiden. Hon sägs dyka upp i en spegel, när hennes namn skanderas upprepade gånger. Uppenbarelsen Bloody Mary kan vara godartad eller illvillig, beroende på historiska variationer av legenden. Bloody Mary-framträdanden ses mest i gruppspel.

## Ritual
I den nutida ritualen uppenbarar sig Bloody Mary för individer eller grupper som rituellt åberopar hennes namn under spådomskonst. Detta görs genom att upprepade gånger skandera hennes namn i en spegel placerad i ett svagt upplyst rum. Namnet måste uttalas 13 gånger (eller något annat specificerat antal gånger).
Uppenbarelsen Bloody Mary påstås vara ett lik, en häxa eller ett spöke, som kan vara vänligt eller ont och ibland ses täckt av blod (därav namnet). Om ritualen sägs att deltagarna kan uthärda att uppenbarelsen skriker åt dem, förbannar dem, stryper dem, stjäl deras själ, dricker deras blod, eller kliar ut deras ögon.
Enligt vissa varianter av ritualen kallas Bloody Mary med ett annat namn; "Hell Mary" och "Mary Worth" är populära exempel. Den moderna legenden om Hanako-san är en japansk parallell till Bloody Mary-mytologin.

## Identifikation
En viss debatt förekommer om identifieringen av Bloody Mary och huruvida hon är baserad på en verklig kvinna. Ett antal historiska personer har lagts fram som kandidater för "Maria". Dessa inkluderar:
- Maria I av England (dotter till Henrik VIII och Katarina av Aragonien), som lät omkring 300 religiösa protestantiska, oliktänkande brännas på bål under sin regeringstid. Detta gav henne öknamnet "Bloody Mary".[3]

- Elizabet Báthory, en ungersk grevinna från 1600-talet. Hon påstås ha torterat och dödat omkring 660 flickor och kvinnor, badat i deras blod och ha anklagats för vampyrism.[4]
- Mary Worth, med två olika identiteter:
  - en kvinna som dödade slavar som flydde från den amerikanska södern via den underjordiska järnvägen[5]
  - en kvinna som brändes på bål under häxprocesserna i den tidigmoderna tiden[6]